# Supersnällasilversara och Stålhenrik
Supersnällasilversara och Stålhenrik är en svensk TV-serie för barn som sändes i SVT åren 2005 - 2009. Serien bygger på etablerade karaktärer skapade av Sara Edwardsson (originalmanus) och Henrik Ståhl i barnprogrammet Bolibompa.
Totalt har 20 avsnitt spelats in under två säsonger, med Sara Edwardsson som främsta manusförfattare.
Många skådespelare har medverkat genom säsongerna, framför allt i den andra. Däribland Anita Blom, Rolf Skoglund, 
Peter Engman, Åsa Karlin och Lena Strömdahl.

## Bakgrund
De två karaktärerna syntes först i Bolibompa runt år 2000, där Sara Edwardsson och Henrik Ståhl var programledare som skrev egna manus och klädde ut sig som de ville. Under en temavecka för ordet "snäll" byggde Edwardsson en karaktär med en silvrig catsuit, mantel och mössa från SVTs kostymförråd och där skapades Supersnälla Silver-Sara. På liknande sätt utvecklades Henrik Ståhls superhjältekaraktär Stål-Henrik, som ursprungligen hade orange arbetardräkt, Tengil-hjälm och simglasögon. De båda karaktärerna blev populära bland tittarna och fortsatte dyka upp. Silver-Sara utvecklades genom åren och fick så småningom en klänning med ett påsytt "S" på magen.

## Handling
Sara Edwardsson och Henrik Ståhl spelar två superhjältar som bor på månen, Supersnällasilversara i sin röra av saker och Stålhenrik bland sina träningsredskap som gör att han blir extra stark. När uppdragstutan tjuter betyder det att ett barn på jorden kallar på hjälp, och de båda hjältarna flyger till undsättning. Allt är frid och fröjd - så länge ingen säger ordet dum, för då orkar inte Supersnällasilversara vara snäll och fin längre. Och fram kommer Supersurasunksara, som aldrig är på gott humör.

## Fortsättningar

### Julkalendern
I december 2009 sändes julkalendern Superhjältejul där Supersnällasilversara och Stålhenrik har huvudrollerna.

### Superhjältekonserten
År 2010 åkte karaktärerna ut på en turné med Superhjältekonserten, med musik från julkalendern. Det var ett nytt manus och även en ny skurk, "Boel Floodhaste".

## Musik
Två album har släppts med musiken från den ursprungliga TV-serien (2005) respektive från julkalendern (2009).